# Efraim Brenn
Efraim Brenn (ur. ok. 1741, zm. 5 marca 1792 w Warszawie) – mistrz mincerski, warszawski numizmatyk, intendent Mennicy Warszawskiej w latach 1774-1792.

## Życiorys
Był członkiem warszawskiej loży masońskiej Trzech Braci. Był wyznania luterańskiego. W latach 1774–1792 zarządzał mennicą w Warszawie, będąc mincajstrem (menniczy). Na rewersach bitych w Warszawie w tym okresie monet umieszczano, zgodnie z przyjętym zwyczajem, inicjały menniczego, w tym wypadku litery EB. W 1791 Brenn zachorował, wówczas komisja mennicza podjęła decyzję, że zamiast inicjałów intendenta, na monetach umieszczone zostaną litery MW, WM lub MV, oznaczające miejsce bicia – Mennicę Warszawską. Po śmierci Brenna 5 marca 1792, intendentem mennicy został dotychczasowy jej buchalter Karol Adolf Mehling. Efraim Brenn był kolekcjonerem monet i medali. W jego kolekcji znajdowały się też rysunki Albrechta Dürera.
Został pochowany na cmentarzu ewangelicko-augsburskim w Warszawie.